# Mura megalitiche di Altamura
Le mura megalitiche di Altamura sono un sito archeologico situato alla periferia della città di Altamura. Erano le mura di cinta della città antica di Altamura, e risalirebbero, secondo studi archeologici, al IV secolo a.C. ca. Oggi restano solo alcune parti del muro originario, il quale si estendeva per una lunghezza di circa 3,6 km. Erano alte circa 4 metri, mentre la base delle mura superava i 5 metri. Pochi ruderi delle mura megalitiche si sono conservati anche all'interno della città medievale, e cioè all'interno di Palazzo De Angelis Viti (ex Del Balzo) e sulla parte meridionale del muro di cinta di Altamura, costruito, in fondazione, sulle preesistenti mura megalitiche e ancor oggi visibile in alcuni ruderi isolati.
Le mura megalitiche sono spesso confuse con il muro di cinta del centro storico odierno, del quale oggi restano dei frammenti in alcune parti. La differenza tra i due muri è sostanziale: le mura megalitiche fanno riferimento alla città antica, la quale fu in seguito abbandonata o saccheggiata, mentre le mura di cinta del centro storico si riferiscono al periodo successivo alla fondazione di Altamura da parte del re Federico II di Svevia (dal XIII secolo d.C. in avanti).

## La testimonianza di Cesare Orlandi
Cesare Orlandi, all'interno della sua opera Delle città d'Italia (1770), cita il muro e ipotizza, assai verosimilmente, che il nome della città di Altamura derivi dalle sue possenti mura megalitiche. Inoltre riferisce di una grande quantità di reperti che allora si ritrovavano nei pressi delle mura, dei quali oggi non resta che una parte.
(Cesare Orlandi, Delle città d'Italia e sue isole adjacenti [sic] compendiose notizie - Tomo primo, pag. 399)

## Le Carte Rocca
Nella carta Rocca P33, commissionata da Angelo Rocca e conservata nella Biblioteca Angelica di Roma, sono visibili alcuni cippi che erano presenti alla fine del Cinquecento (data del disegno) in corrispondenza delle mura megalitiche e che oggi non esistono più.

## Le porte
Le mura megalitiche di Altamura avevano delle porte, delle quali resta oggi Porta Alba (meglio nota come Porta Aurea). Il nome della porta è quasi sicuramente nato nel II millennio d.C.

## Galleria d'immagini

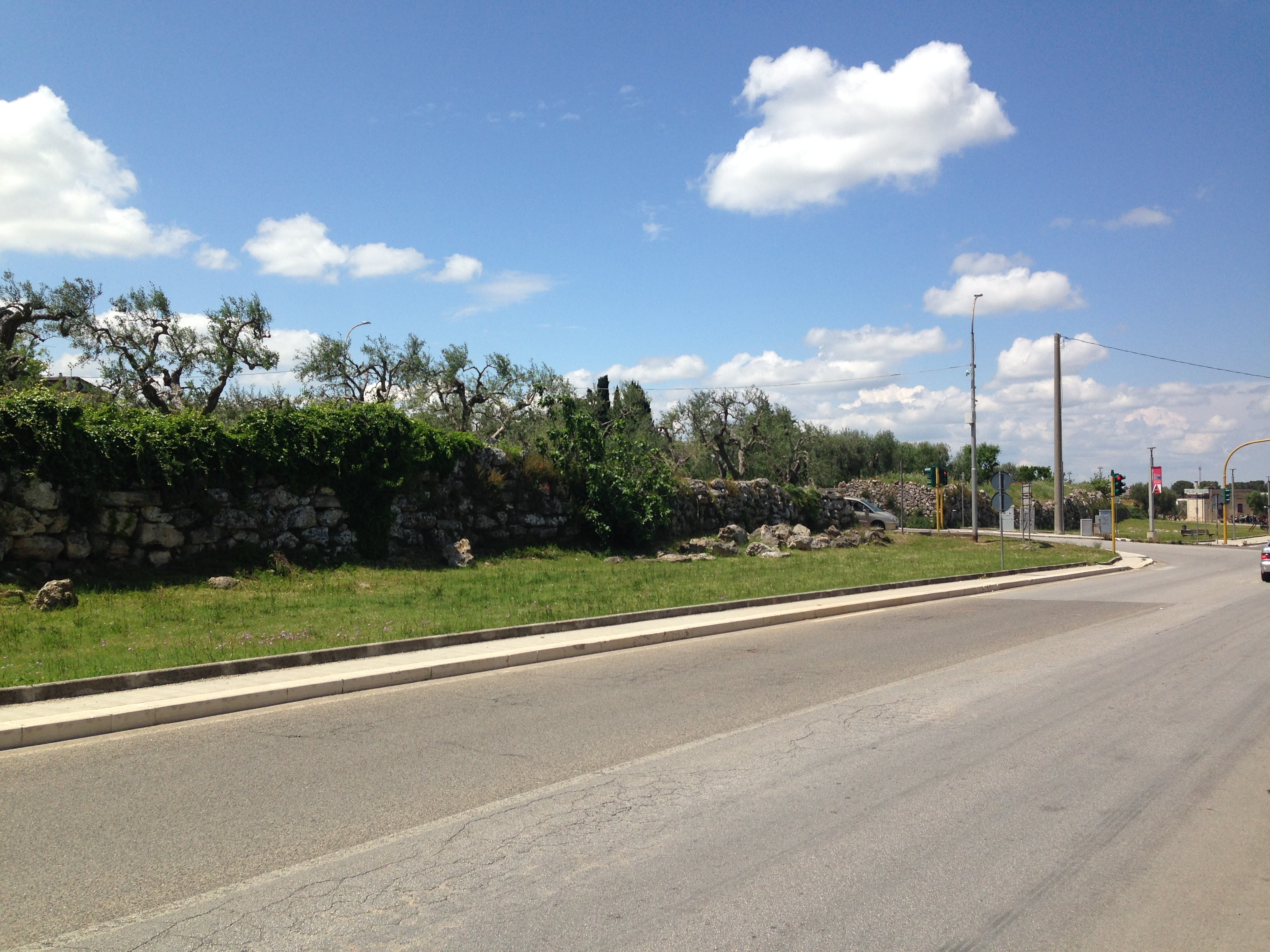
Mura megalitiche di Altamura - Via Cassano
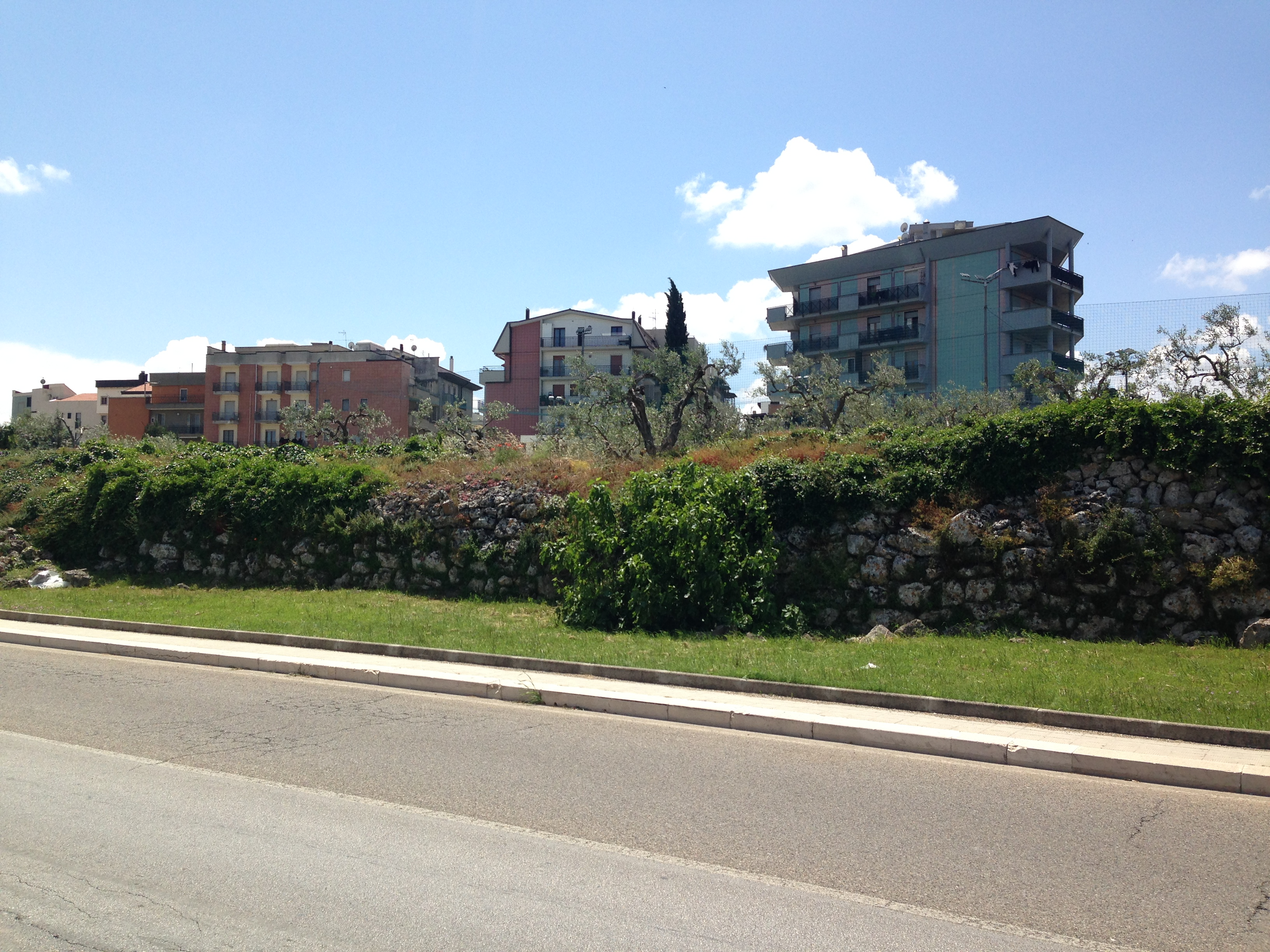
Mura megalitiche di Altamura - Tratto compreso tra via Cassano e via Santeramo
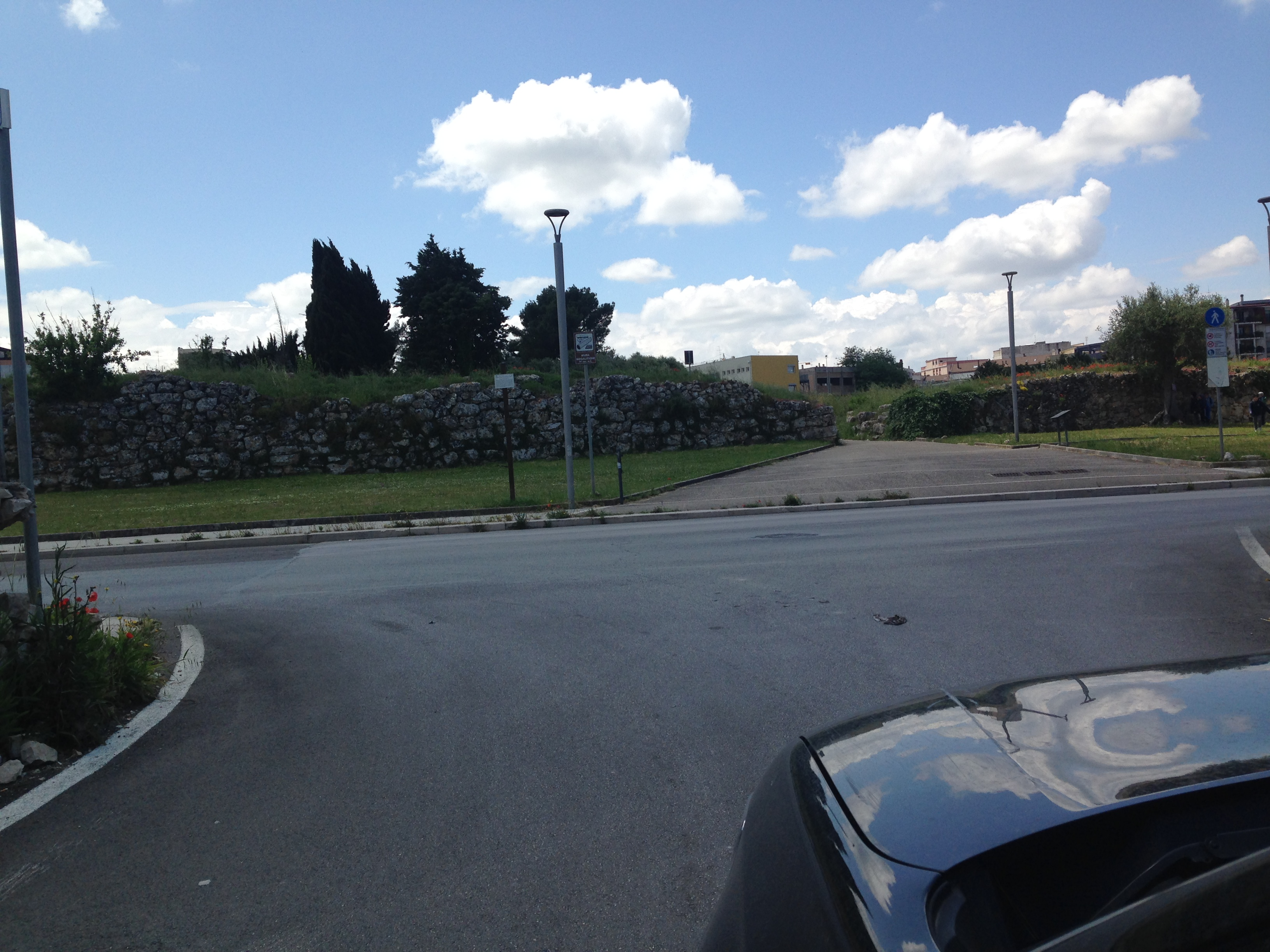
L'unica porta (chiamata "Porta Alba") ancora in piedi delle mura megalitiche - Tratto compreso tra via Cassano e via Bari
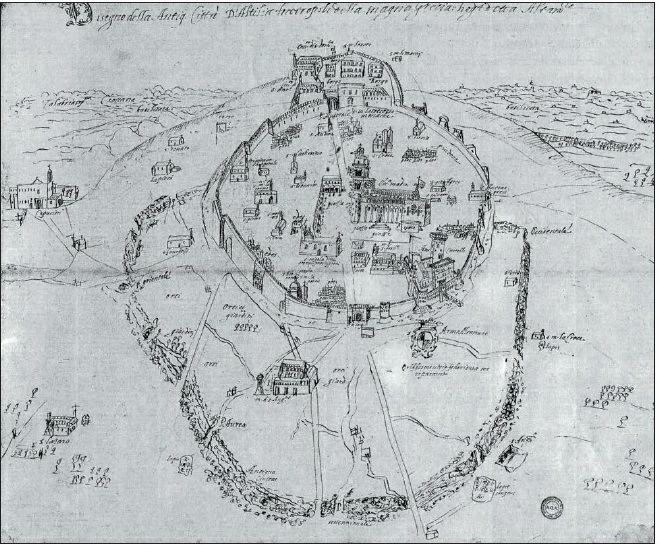
Le mura megalitiche nel 1584 (mura esterne) e il muro di cinta della città nuova (Archivio Generalizio Agostiniano - Carte Rocca P33, conservato alla Biblioteca Angelica di Roma)
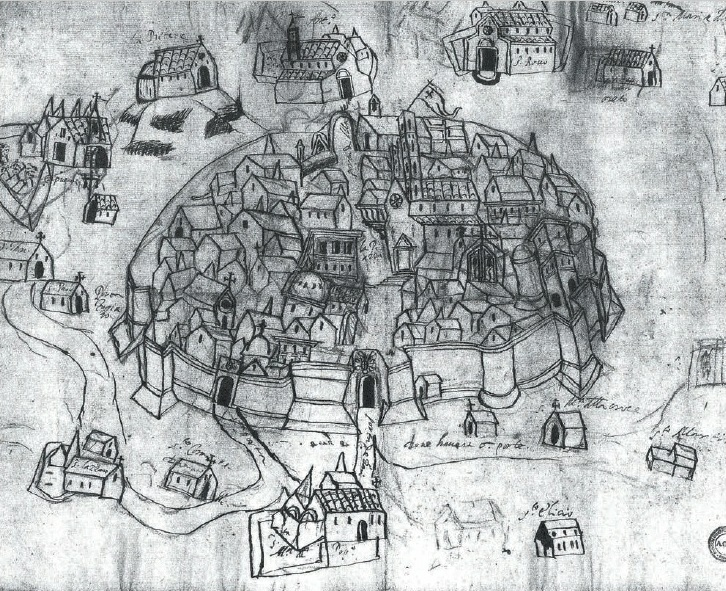
Archivio Generalizio Agostiniano Carte Rocca P32
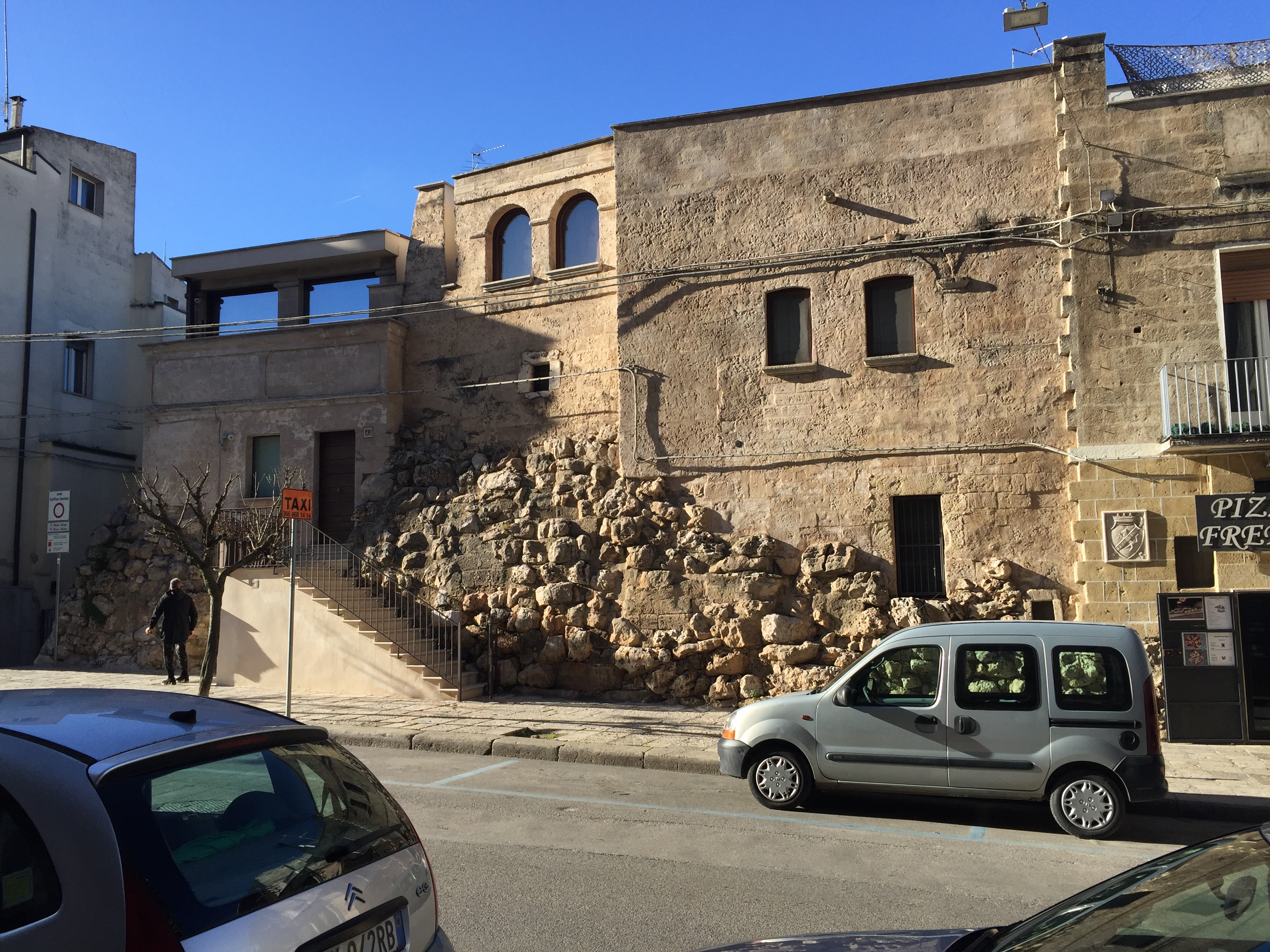
Resti del muro di cinta di Altamura nei pressi di corso Umberto I - Mura megalitiche parzialmente riutilizzate alla base.
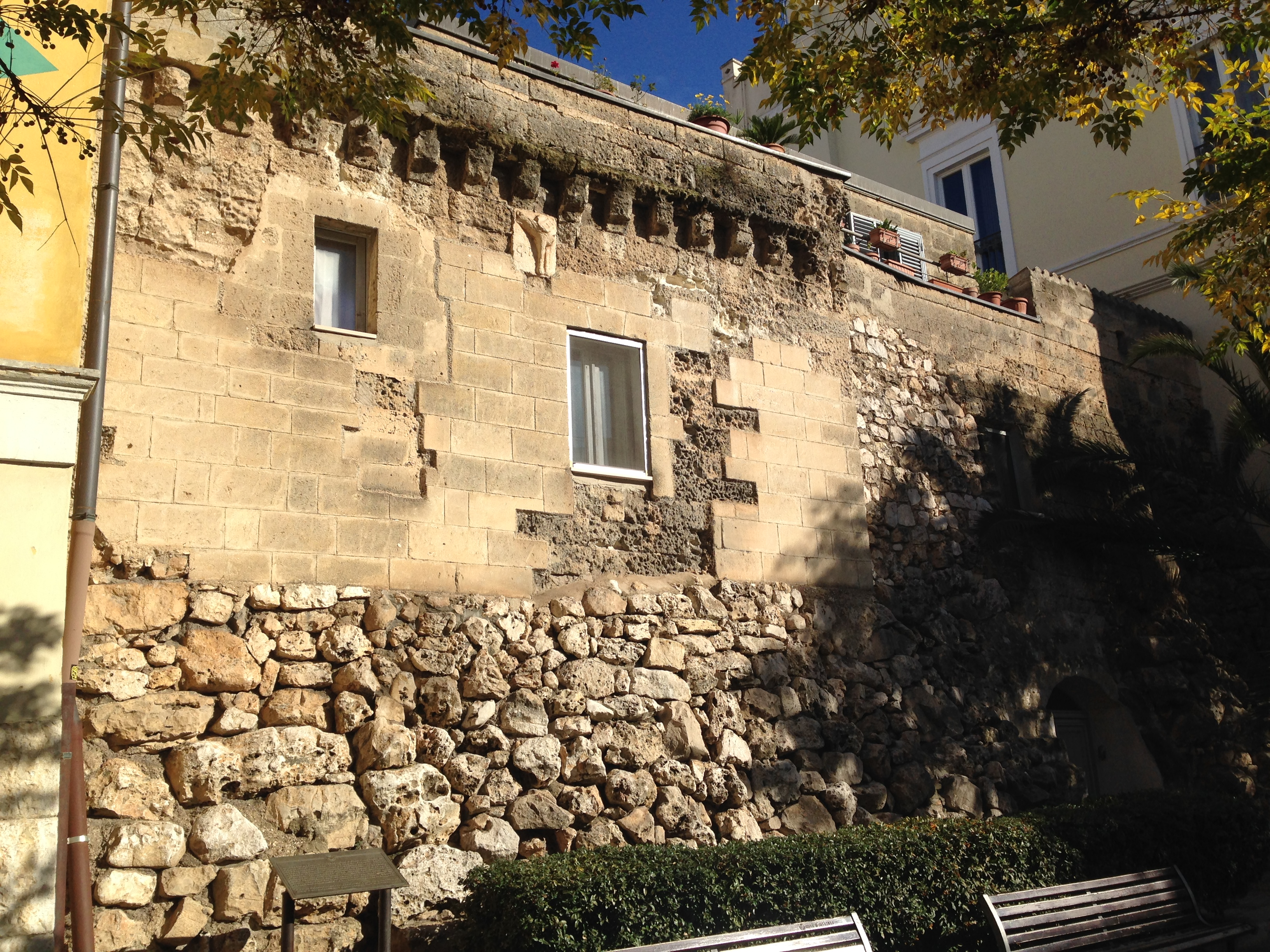
Resti del muro di cinta di Altamura nei pressi di Porta Matera - Mura megalitiche parzialmente riutilizzate alla base.